# Ведерников, Геннадий Георгиевич

Мемориальная доска Ведерникову в Челябинске, 2008 год

Генна́дий Гео́ргиевич Веде́рников (5 августа 1937, Верхне-Сталинский прииск, Алданский район, Якутская АССР — 27 июля 2001, Москва) — советский государственный и партийный деятель. Депутат Совета Национальностей Верховного Совета СССР XI созыва (1984—1989) от ЧИАССР. Депутат Верховного Совета РСФСР (1980—1985). Член ЦК КПСС (1986—1990).

## Образование
- Сибирский металлургический институт (1960, специальность «инженер-металлург»)
- Академия общественных наук при ЦК КПСС (1982, заочно)

## Биография
Родился в многодетной семье (кроме него, было ещё – два младших брата и сестра), русский. С отличием окончил сельскую школу в 1955 году. В школьные годы был бессменным секретарём комитета ВЛКСМ.
- В 1960—1970 годах — подручный сталевара, канавщик, шихтовщик электросталеплавильного цеха, мастер, старший мастер разливного пролёта (1963), с 1968 – начальник цеха подготовки составов ЧМЗ. Член КПСС с 1965 года.
- В 1970—1973 годах — второй секретарь Металлургического райкома КПСС г. Челябинска.
- В 1973—1978 годах — начальник производственного отдела, главный инженер ЧМЗ.
- В 1978—1979 годах — второй секретарь Челябинского горкома КПСС.
- В 1979—1980 годах — первый секретарь Челябинского горкома КПСС.
- В 1980—1983 годах — секретарь Челябинского обкома КПСС.
- В 1983—1984 годах — инспектор ЦК КПСС.
- В 1984—1986 годах — первый секретарь Челябинского обкома КПСС.

Курировал реконструкцию ЧТЗ. Участвовал в пуске одного из самых современных в стране листопрокатного цеха № 2. Внес вклад в развитие важнейших отраслей экономики Южного Урала. За достигнутые успехи в этой области был награждён орденом Октябрьской Революции.
- С 19 июня 1986 по 7 июня 1989 — заместитель председателя Совета Министров СССР. Возглавлял правительственные комиссии по ликвидации аварий – на Чернобыльской АЭС, железнодорожных – под Каменск-Шахтинском (1987), под под Уфой (1987), в Арзамасе (1988), в Таджикистане. Организовал строительство укрытия над четвёртым блоком Чернобыльской АЭС и пробыл там два срока, получив высокую дозу облучения, что сказалось на его здоровье.

- С 11 октября 1989 по 13 декабря 1991 года — чрезвычайный и полномочный посол СССР в Королевстве Дания[2]. В 1991 вышел на пенсию по инвалидности. 1 ноября 1995 года был избран первым президентом общественной некоммерческой организации со статусом юридического лица «Челябинское землячество». Занимал эту должность до своей смерти 27 июля 2001 года.

С 15 июня 1963 года был женат на Тамаре Петровне Корневой – выпускнице Магнитогорского индустриального техникума и работнице цеховой экспресс-лаборатории ЧМЗ. В этом браке родились два сына – Игорь и Вадим.
Похоронен в Москве на Троекуровском кладбище.

## Награды и память
- Орден Ленина.
- Орден «Знак Почёта».
- Премия Совета Министров СССР (1973)

В Челябинске на стене дома, где жил Геннадий Георгиевич (ул. Пушкина, 32), в память о нём 6 сентября 2008 года была установлена мемориальная доска.